# Paradisläckan
Paradisläckan (engelska: Paradise Papers), är en samling av läckta dokument som visar hur storföretag samt förmögna och mäktiga personer har placerat kapital i skatteparadis för att undgå att betala skatt, ofta genom laglig men avancerad skatteplanering. Läckan släpptes november 2017 och liknar Panamadokumenten. Paradisläckan är dock större och omfattar 13,4 miljoner dokument, som har granskats av 382 journalister i 67 länder. Huvuddelen kommer från juristbyrån Appleby, men även från juristbyrån Asiaciti Trust i Singapore samt bolagsregister i 19 av världens skatteparadis och slutna territorier.

## Personer som omnämns i Paradisläckan (ett urval)
- Elizabeth II, drottning av Storbritannien[3]
- Juan Manuel Santos, Colombias president[4]
- Ellen Johnson Sirleaf, Liberias president[5]
- Shaukat Aziz, före detta premiärminister i Pakistan[6]
- Jean Chrétien, före detta premiärminister i Kanada[7]
- Alfred Gusenbauer, före detta rikskansler i Österrike[8]
- Yukio Hatoyama, före detta premiärminister i Japan[9]
- Paul Martin, före detta premiärminister i Kanada[7]
- Brian Mulroney, före detta premiärminister i Kanada[7]
- Gerhard Schröder, före detta rikskansler i Tyskland[10]
- Luis Caputo, Argentinas finansminister[11]
- Blairo Maggi, Brasiliens jordbruksminister[12]
- Henrique Meirelles, Brasiliens finansminister[13]
- Sally Kosgei, före detta jordbruksminister i Kenya[14]